# Friedrich Joseph Bürli
Friedrich Joseph Bürli (* 28. Mai 1813 in Baden; † 2. Juli 1889 in Hottingen; heimatberechtigt in Baden) war ein Schweizer Politiker. Von 1858 bis 1860 sowie von 1864 bis 1866 vertrat er den Kanton Aargau im Ständerat; ausserdem war er Stadtammann von Baden sowie Nationalrat.

## Biografie
Bürli absolvierte die Kantonsschule in Aarau, anschliessend studierte er Recht an den Universitäten Heidelberg und München. Ab 1837 war er als Rechtsanwalt tätig, von 1842 bis 1844 als Ratsschreiber des Kantons Aargau. Er war ein radikaler Liberaler und bekämpfte die Jesuiten. 1845 geriet er beim zweiten Freischarenzug vorübergehend in Gefangenschaft. Nachdem Bürli sich für den Bau der Schweizerischen Nordbahn, der ersten Eisenbahnlinie der Schweiz, eingesetzt hatte, gehörte er ab 1847 dem Stadtrat von Baden an. 1853 folgte die Wahl zum Stadtammann. In seine bis 1862 dauernde Amtszeit fällt der Bau des Schulhauses (das heutige Bezirksgebäude) durch den Architekten Robert Moser.
1852 wurde Bürli auch in den Grossen Rat gewählt, dem er bis 1880 angehörte (in den Jahren 1860, 1869 und 1875 als Präsident). Das Kantonsparlament ordnete ihn zweimal als Vertreter des Aargaus in den Ständerat ab, von 1858 bis 1860 und von 1864 bis 1866. Dreimal gehörte er dem Nationalrat an (1860–1863, 1866–1869 und 1870–1872). Im Parlament galt er als Führungspersönlichkeit des linken Flügels der Liberalen.
Bürlis politischer Schwerpunkt war der Eisenbahnbau. Er war ein eifriger Förderer der Schweizerischen Nationalbahn (SNB); ab 1873 gehörte er deren Verwaltungsrat an, ab 1875 war er Direktionspräsident. Auch für den Bau der Bözbergstrecke setzte er sich ein. Durch den Konkurs und die anschliessende Liquidation der SNB im Jahr 1878 verlor Bürli den grössten Teil seines Vermögens. Wenig später starben sein einziger Sohn und seine Ehefrau. Sein restliches Leben verbrachte er zurückgezogen bei Verwandten.